# Arutz HaYeladim
Az Arutz HaYeladim (héberül: ערוץ הילדים, The Kids’ Channel) egy izraeli gyerektévé, amely az első kábelcsatornák között indult Izraelben. Héberül sugározza műsorait.

## Műsorok

### Élőszereplős sorozatok
- Rebelde
- Casi Ángeles
- Chiquititas
- Hannah Montana
- Zack és Cody élete
- Derek, a fenegyerek
- Aktuális csízió
- Phil of the Future
- Connor Undercover
- How to Be Indie
- HaPijamot
- HaShminiya
- Split
- Ha'Nephilim
- Power Rangers Samurai
- HaEe
- Alifim
- HaHolmim
- Galis
- Mr. Young

### Animációs sorozatok
- A Kind of Magic
- Arthur
- Ben 10
- Beyblade: Metal Fusion
- Cardcaptor Sakura
- Casper az Ijesztő Iskolában
- CJ the DJ
- Cubix
- A dinoszauruszok királya
- Dragon Ball GT
- Dragon Ball Z
- Dragon Tales
- Fantaghirò
- Gormiti
- Jacob Two-Two
- Okostojások
- Mermaid Melody Pichi Pichi Pitch
- Mermaid Melody Pichi Pichi Pitch Pure
- Rollbots
- Magi-Nation
- Martin Morning
- Mew Mew Power
- Monster Allergy
- A komisz aranyhal
- Pokémon
- Robotboy
- Ruby Gloom
- Sailor Moon
- Sgt. Frog
- Tai Chi Chasers
- A Tini Nindzsa Teknőcök új kalandjai
- The Little Lulu Show
- Lolirock
- Vadmacska kommandó
- Winx Club
- Yu-Gi-Oh!
- Yu-Gi-Oh! 5D's
- 6teen

### Cartoon Network

A Cartoon Network logója

A televízió 2011 augusztusában indított egy Cartoon Network-műsorblokkot a következő műsorokkal:
- Batman: A bátor és a vakmerő
- Ben 10 és az idegen erők
- Ben 10: Ultimate Alien
- Generátor Rex
- Gumball csodálatos világa
- Zsebkutyusok
- Bakugan
- Kalandra fel!
- Scaredy Squirrel
- Sidekick
- Újabb bolondos dallamok
- Hot Wheels – Az 5-ös osztag
- Totál Dráma Sziget
- Totál Dráma Akció
- Totál Dráma Világturné
- Villámmacskák
- Parkműsor
- A Garfield-show
- Johnny Test
- Transformers: Prime